# Václav Králík
Václav Králík (2. září 1950, Zlín – 26. ledna 2012) byl československý hokejový útočník. Jeho bratrem byl hokejový brankář Jiří Králík.

## Hokejová kariéra
V československé lize hrál za TJ Gottwaldov. Odehrál 4 ligové sezóny, nastoupil ve 102 ligových utkáních, dal 22 gólů a měl 12 asistenci. V nižšich soutěžích hrál i za ZVL Skalica.

## Klubové statistiky
| Sezona    | Klub          | Soutěž  | Základní část | Základní část | Základní část | Základní část | Základní část |
| Sezona    | Klub          | Soutěž  | Z             | G             | A             | B             | TM            |
| --------- | ------------- | ------- | ------------- | ------------- | ------------- | ------------- | ------------- |
| 1968/1969 | TJ Gottwaldov | 1. liga | 10            | 1             | 0             | 1             | -             |
| 1969/1970 | TJ Gottwaldov | 1. liga | 26            | 4             | 4             | 8             | -             |
| 1970/1971 | TJ Gottwaldov | 2. liga | -             | -             | -             | -             | -             |
| 1971/1972 | TJ Gottwaldov | 1. liga | 36            | 9             | 6             | 15            | -             |
| 1972/1973 | TJ Gottwaldov | 2. liga | -             | -             | -             | -             | -             |
| 1973/1974 | TJ Gottwaldov | 2. liga | -             | -             | -             | -             | -             |
| 1974/1975 | TJ Gottwaldov | 1. liga | 30            | 8             | 2             | 10            | -             |
| 1975/1976 | ZVL Skalica   | 2. liga | -             | -             | -             | -             | -             |